# Макусані
Макусані (ісп. Macusani) — столиця провінції Карабая у перуанському регіоні Пуно.

## Географія
Макусані знаходиться на південний схід від міста Куско на висоті понад чотири кілометри над рівнем моря.

### Клімат
Місто знаходиться у зоні так званої «гірської тундри», котра характеризується кліматом арктичних пустель. Найтепліший місяць — листопад із середньою температурою 6.7 °C (44.1 °F). Найхолодніший місяць — липень, із середньою температурою 2.5 °С (36.5 °F).
| Клімат Макусані         | Клімат Макусані | Клімат Макусані | Клімат Макусані | Клімат Макусані | Клімат Макусані | Клімат Макусані | Клімат Макусані | Клімат Макусані | Клімат Макусані | Клімат Макусані | Клімат Макусані | Клімат Макусані | Клімат Макусані |
| Показник                | Січ.            | Лют.            | Бер.            | Квіт.           | Трав.           | Черв.           | Лип.            | Серп.           | Вер.            | Жовт.           | Лист.           | Груд.           | Рік             |
| Середня температура, °C | 6,4             | 6,3             | 6,5             | 5,7             | 4,1             | 2,7             | 2,5             | 3,6             | 5,3             | 6,5             | 6,7             | 6,7             | 5,3             |
| Норма опадів, мм        | 151.3           | 138.7           | 123.4           | 55.6            | 13.2            | 0.9             | 3.3             | 6.8             | 32.5            | 47.9            | 71.2            | 135.1           | 779.9           |
| Днів з опадами          | 20,2            | 25,2            | 17,3            | 10,9            | 5,8             | 2,6             | 2,9             | 3,9             | 8,6             | 10,3            | 10,9            | 16,9            | 135,5           |
| Вологість повітря, %    | 72.3            | 73              | 71.4            | 63.8            | 56.9            | 51.7            | 50.7            | 52              | 55.7            | 55.5            | 57.7            | 65.4            | 60.5            |
| ----------------------- | --------------- | --------------- | --------------- | --------------- | --------------- | --------------- | --------------- | --------------- | --------------- | --------------- | --------------- | --------------- | --------------- |
| Джерело: Weatherbase    |                 |                 |                 |                 |                 |                 |                 |                 |                 |                 |                 |                 |                 |